# Boarmia infixaria
Boarmia infixaria är en fjärilsart som beskrevs av Walker 1860. Boarmia infixaria ingår i släktet Boarmia och familjen mätare. Inga underarter finns listade i Catalogue of Life.